# Thori(IV) chloride
Thori(IV) chloride là một hợp chất hóa học vô cơ có thành phần chính gồm hai nguyên tố là thori và clo, với công thức hóa học được quy định là ThCl4. Ngoài dạng hợp chất ThCl4 khan, hai dạng ngậm nước chính của hợp chất này đã được báo cáo: ThCl4·4H2O và ThCl4·8H2O. Những muối ngậm nước này tan trong nước, đều là chất rắn màu trắng ở nhiệt độ phòng. Tương tự như các phức hợp thori khác, thori(IV) chloride có điểm nóng chảy cao là 770 ℃ và điểm sôi 921 ℃. Giống như tất cả các kim loại họ Actini khác, thori có tính phóng xạ và đôi khi được sử dụng trong sản xuất năng lượng hạt nhân. Thori(IV) chloride không tồn tại trong tự nhiên, nhưng nó có nguồn gốc chuyển hóa từ các hợp chất thorit, thorianit hoặc monazit, là các dạng khoáng chất có trong tự nhiên.

## Lịch sử
Thori lần đầu tiên được phát hiện bởi Jons Jacob Berzelius năm 1828. Sau khi nhận được một mẫu khoáng chất từ đồng nghiệp Jens Esmarck, Berzelius đã có thể cô lập thori bằng một phương pháp đã được sử dụng cho các kim loại khác như xeri, zirconi và titan. Quá trình này liên quan đến việc sử dụng các kim loại kiềm để phân tách thori từ dạng phối tử trước đó của nó là ThSiO4. Một chất trung gian trong quá trình cô lập là thori(IV) chloride và do đó hợp chất này đã được phát hiện.

## Điều chế
Có các cách sau đây để điều chế thori(IV) chloride:
- Cho thori tác dụng trực tiếp với clo:

{\displaystyle {\mathsf {Th+2Cl_{2}\ \xrightarrow {450-500^{o}C} \ ThCl_{4}}}}
- Cho thori tác dụng với nước cường toan:

{\displaystyle {\mathsf {3Th+4HNO_{3}+12HCl\ \xrightarrow {} \ 3ThCl_{4}+4NO\uparrow +8H_{2}O}}}
- Hoặc cho thori, thori(IV) oxit hoặc thori(IV) hydroxide tác dụng với axit clohydric:

{\displaystyle {\mathsf {Th+4HCl\ \xrightarrow {} \ ThCl_{4}+2H_{2}\uparrow }}}
{\displaystyle {\mathsf {ThO_{2}+4HCl\ \xrightarrow {} \ ThCl_{4}+2H_{2}O}}}
{\displaystyle {\mathsf {Th(OH)_{4}+4HCl\ \xrightarrow {} \ ThCl_{4}+4H_{2}O}}}

## Hợp chất khác
ThCl4 còn tạo một số hợp chất với NH3, như:
- ThCl4·6NH3;
- ThCl4·7NH3;
- ThCl4·8NH3;
- ThCl4·18NH3.

Chúng đều có màu trắng (dạng 18NH3 có màu trắng giống tuyết).
ThCl4 còn tạo một số hợp chất với CO(NH2)2, như ThCl4·8CO(NH2)2 là tinh thể không màu.